# Ектор Гонсалес Гарсон
Ектор Гонсалес Гарсон (ісп. Héctor González Garzón, 7 червня 1937 — 23 серпня 2015) — колумбійський футболіст, що грав на позиції нападника, зокрема за клуб «Санта-Фе», а також національну збірну Колумбії.

## Клубна кар'єра
У дорослому футболі дебютував 1959 року виступами за команду «Санта-Фе», в якій провів сім сезонів, взявши участь у 244 матчах чемпіонату. Більшість часу, проведеного у складі «Санта-Фе», був основним гравцем атакувальної ланки команди.
Завершував ігрову кар'єру у команді «Депортес Толіма», за яку виступав протягом 1966—1967 років.

## Виступи за збірну
1961 року дебютував в офіційних матчах у складі національної збірної Колумбії. Протягом кар'єри у національній команді, яка тривала 3 роки, провів у її формі 11 матчів, забивши 1 гол.
У складі збірної був учасником першого в її історії чемпіонату світу 1962 року в Чилі, де взяв участь у двох іграх групового етапу, який колумбійцям подолати не вдалося.
Помер 23 серпня 2015 року на 79-му році життя.